# Kengo Nagai
Kengo Nagai (永井 堅梧 Nagai Kengo?, Saitama, 6 de noviembre de 1994) es un futbolista japonés que juega como guardameta en el Tokushima Vortis.

## Trayectoria

### Clubes
| Club                         | País  | Año       |
| ---------------------------- | ----- | --------- |
| Matsumoto Yamaga F. C.       | Japón | 2013-2020 |
| J. League sub-22 (cedido)    | Japón | 2014      |
| Kataller Toyama (cedido)     | Japón | 2015-2018 |
| Tokushima Vortis (cedido)    | Japón | 2019      |
| Giravanz Kitakyushu (cedido) | Japón | 2020      |
| Shimizu S-Pulse              | Japón | 2021-2024 |
| Yokohama FC (cedido)         | Japón | 2023-2024 |
| Tokushima Vortis             | Japón | 2025-     |